# 中国第一滩
中国第一滩，又称茂名滨海公园，是位于广东省茂名市电白区的一个旅游景区，也是茂名市开发最早、人流量最大的旅游景区之一，始建于1993年，距茂名中心城区25公里，规划面积3.6平方公里，其中核心区面积1.2平方公里，主体为长达12公里，宽约300米的天然沙滩。

## 历史
1992年，茂名市在电白设立水东经济开发试验区，为发展经济，管委会有关部门决定开发水东湾省级旅游度假区，并将虎头山下的海滩浴场开发成旅游景区。1993年初，刘思齐的丈夫杨茂之同志到水东开发区视察，对同行的时任水东开发区党委书记、管委会主任李观来建议将海滩定名为“天下第一滩”。受杨茂之建议的启发，李观来建议将海滩称作“中国第一滩”，这一建议得到了茂名市委、市政府的赞同。
中国第一滩于1993年正式对外开放，形成了海滨浴场区、海上运动区、海滨度假区和中心广场区四个功能区，开发了海水浴、日光浴、海上运动、沙滩排球、度假疗养等旅游项目，由茂名水东经济开发试验区旅游总公司负责管理。1993年9月25日，时任中共中央总书记江泽民视察中国第一滩。1993年11月11日，李德生视察了中国第一滩后，为中国第一滩题写了滩名。
2001年，中国第一滩被评为国家3A级旅游景区。2017年升格为国家4A级旅游景区。
2012年，茂名市政府将中国第一滩东西沿岸20公里的海滩沿岸景点设为“茂名滨海公园”，并定位为开放式的旅游度假、公共休闲场所，免费对外开放。
2018年，茂名市人民政府与华侨城集团签署《战略合作框架协议》，2020年8月，华侨城集团正式接管中国第一滩。

## 运动竞赛
中国第一滩作为沙滩排球赛事的比赛场地，曾经举办2000年首届全国沙滩排球锦标赛，2001年、2002年国际排球联合会世界女子沙滩排球公开赛，2019亚洲沙滩排球锦标赛。

## 交通
- 茂名公交201路、303路、309路：中国第一滩站